# Puchar Miast Targowych (1967/1968)
X Puchar Miast Targowych 1967/1968

(ang. Inter-Cities Fairs Cup)

## 1/32 finału
| Spora Luksemburg – Leeds United 0:9 i 0:7 1 3.10 1967 0:1 Lorimer 14, 0:2 Lorimer 24k, 0:3 Lorimer 29, 0:4 Bremner 45, 0:5 Lorimer 54, 0:6 Greenhoff 70, 0:7 Greenhoff 77, 0:8 Madeley 80, 0:9 M. Jones 81 2 17.10 1967 0:1 Johanneson 10, 0:2 Johanneson 35, 0:3 Greenhoff 51, 0:4 T. Cooper 60, 0:5 Lorimer 68, 0:6 Greenhoff 70, 0:7 Johanneson 81 |
| FK Partizan – Łokomotiw Płowdiw 5:1 i 1:1 1 27.09 1967 1:0 Hasanagić 44, 2:0 Kovačević 46, 2:1 Ilijew 53, 3:1 Hasanagić 57, 4:1 Rašovic 70, 5:1 Hasanagić 88 2 25.10 1967 1:0 Petrović 31, Wasiliew 57 |
| Hibernian F.C. – FC Porto 3:0 i 1:3 1 20.09 1967 1:0 Cormack 26, 2:0 Cormack 37, 3:0 E. Stevenson 47 2 24.10 1967 1:0 Davis 2k, 1:1 Custodio Pinto 54, 1:2 Valdir 55, 1:3 Valdir 69 |
| SSC Napoli – Hannover 96 4:0 i 1:1 1 19.09 1967 1:0 Girardo 14, 2:0 Laszig 17s, 3:0 Altafini 37, 4:0 Altafini 73 2 11.10 1967 1:0 Banson 40, 1:1 Straschitz 65 |
| OGC Nice Nicea – AC Fiorentina 0:1 i 0:4 1 20.09 1967 0:1 Maraschi 78 2 11.10 1967 0:1 De Sisti 9, 0:2 Brugnera 53, 0:3 Bertini 63, 0:4 Brugnera 68 |
| RFC Brugeois – Sporting CP 0:0 i 1:2 1 13.09 1967 2 21.09 1967 0:1 Lourenco 34, 1:1 Lambert 36, 1:2 Lourenco 68 |
| 1. FC Köln – Slavia Praga 2:0 i 2:2 1 30.08 1967 1:0 Rühl 40, 2:0 Löhr 49 2 11.10 1967 0:1 Tesar 3, 0:2 Lala 38, 1:2 Löhr 50, 2:2 Rühl 60 |
| Dynamo Drezno – Rangers F.C. 1:1 i 1:2 1 20.09 1967 0:1 Ferguson 49, 1:1 Riedel 66 2 4.10 1967 0:1 Penman 14, 1:1 Kreische 89, 1:2 Grieg 90 |
| FC Zürich – FC Barcelona 3:1 i 0:1 1 20.09 1967 0:1 Zaldúa 30, 1:1 Winiger 42, 2:1 Winiger 65, 3:1 Kühn 87 2 4.10 1967 0:1 Zaldúa 62 |
| Eintracht Frankfurt – Nottingham Forest 0:1 i 0:4 1 20.09 1967 0:1 Baker 10 2 17.10 1967 0:1 Baker 13, 0:2 Baker 35, 0:3 Chapman 47, 0:4 Lyons 73 |
| PAOK FC – RFC Liège 0:2 i 2:3 1 13.09 1967 0:1 Mardaga 5, 0:2 Banovic 10 2 21.09 1967 0:1 Andries 13, 1:1 Afendouhdis 27, 1:2 Andries 32, 1:3 Mardaga 67, 2:3 Makris 79 |
| AFC DWS – Dundee F.C. 2:1 i 0:3 1 27.09 1967 1:0 Rensenbrink 2, 2:0 van den Berg 17, 2:1 G. McLean 25 2 4.10 1967 0:1 Wilson 4, 0:2 J. McLean 14k, 0:3 J. McLean 61 |
| Bologna FC – Lyn Fotball 2:0 i 0:0 1 29.09 1967 1:0 Clerici 42, 2:0 Pace 53 2 4.10 1967 |
| Dinamo Zagrzeb – Petrolul Ploeszti 5:0 i 0:2 1 20.09 1967 1:0 Jukić 51, 2:0 Kiš 57, 3:0 Kiš 59, 4:0 Jukić 65, 5:0 Zambata 77 2 27.09 1967 0:1 M. Dridea 15, 0:2 Grozea 70 |
| Wiener SC – Atlético Madryt 2:5 i 1:2 1 13.09 1967 0:1 Luis Aragonés 22, 0:2 Garate 42, 1:2 Calleja 58s, 2:2 Laitner 68, 2:3 Garate 70, 2:4 Garate 78, 2:5 Garate 89 2 25.10 1967 0:1 Cardona 5, 0:2 Cardona 23, 1:2 P. Schmidt 65 |
| Royal Antwerp FC – Göztepe SK 1:2 i 0:0 1 26.09 1967 1:0 Frankel 13, 1:1 Fevzi Zemzem 51, 1:2 Fevzi Zemzem 80 2 18.10 1967 |
| Lokomotive Lipsk – Linfield F.C. 5:1 i 0:1 1 19.09 1967 1:0 Löwe 1, 2:0 Zerbe 13, 3:0 Faber 38, 3:1 Pavis 55, 4:1 Löwe 85, 5:1 Zerbe 87 2 4.10 1967 0:1 Hamilton 12 |
| FK Vojvodina – CUF 1:0 i 3:1 1 27.09 1967 1:0 Dakić 34k 2 8.10 1967 0:1 Fernando Silva 14, 1:1 Trivić 72, 2:1 Trivić 73, 3:1 Zemko 86 |
| Frem Kopenhaga – Athletic Bilbao 0:1 i 2:3 1 13.09 1967 0:1 Arroyo 14 2 20.09 1967 0:1 Arraiz 17, 1:1 L. Nielsen 20, 1:2 Uriarte 50, 2:2 L. Printzlau 56, 2:3 A. Atrieta 78 |
| St. Patrick’s Athletic – Girondins Bordeaux 1:3 i 3:6 1 13.09 1967 0:1 Chorda 5k, 0:2 Masse 35, 1:2 J. Hennessy 71, 1:3 Couécou 88 2 11.10 1967 0:1 Calleja 3, 0:2 Ruiter 21, 1:2 N. Campbell 23, 2:2 N. Campbell 25, 2:3 Duhayot 43, 2:4 Duhayot 53, 3:4 E. Ryan 61, 3:5 Wojciak 65, 3:6 Wojciak 88                                                  |
| Malmö FF – Liverpool F.C. 0:2 i 1:2 1 19.09 1967 0:1 Hateley 9, 0:2 Hateley 80 2 4.10 1967 0:1 Yeats 28, 0:2 Hunt 36, 1:2 Szepanski 83 |
| Servette FC – TSV 1860 Monachium 2:2 i 0:4 1 26.09 1967 1:0 Georgy Björn 18, 1:1 Lex 28k, 2:1 Heun 43, 2:2 P. Grosser 87 2 3.10 1967 0:1 Kuppers 37, 0:2 P. Grosser 51k, 0:3 Bründl 65, 0:4 Peter 77 |
| DOS Utrecht – Real Saragossa 3:2 i 1:3 1 14.09 1967 1:0 van Veen 28, 2:0 Wery 34, 2:1 Villa 41, 3:1 van Wliet 64, 3:2 Villa 70 2 12.10 1967 0:1 Bustillo 19, 1:1 Maiwald 24, 1:2 Bustillo 51, 1:3 Moya 36 |
| Dinamo Pitești – Ferencvárosi TC 3:1 i 0:4 1 20.09 1967 1:0 Jercan 2, 1:1 Albert 22, 2:1 Dobrin 48, 3:1 Kraus 54 2 11.10 1967 0:1 Albert 37, 0:2 Novak 50k: 3 Albert 65, 0:4 Varga 79 |

## 1/16 finału
| FK Partizan – Leeds United 1:2 i 1:1 1 29.11 1967 0:1 Lorimer 24, 0:2 Belfitt 53, 1:2 Paunović 87 2 6.12 1967 0:1 Lorimer 29, 1:1 Petrović 61 |
| SSC Napoli – Hibernian F.C. 4:1 i 0:5 1 22.11 1967 1:0 Cané 20, 2:0 Cané 50, 3:0 Altafini 65, 3:1 Cané 85, 4:1 Stein 80 2 29.11 1967 0:1 Duncan 5, 0:2 Quinn 44, 0:3 Cormack 66, 0:4 Stenton 67, 0:5 Stein 77                                      |
| Sporting CP – AC Fiorentina 2:1 i 1:1 1 6.12 1967 1:0 Lourenço 4, 1:1 Magli 62, 2:1 Peres 74k 2 13.12 1967 0:1 Maraschi 20, 1:1 Peres 57 |
| Rangers F.C. – 1. FC Köln 3:0 i 1:3 (dog) 1 8.11 1967 1:0 Ferguson 53, 2:0 Henderson 65, 3:0 Ferguson 71 2 28.11 1967 0:1 Overath 1, 0:2 Rühl 74, 0:3 Weber 78, 1:3 Henderson 116                                                                  |
| Nottingham Forest – FC Zürich 2:1 i 0:1 1 31.10 1967 1:0 Newton 49, 1:1 Künzli 59, 2:1 Storey-Moore 72k 2 14.11 1967 0:1 Winiger 70 |
| Dundee F.C. – RFC Liège 3:1 i 4:1 1 1.11 1967 0:1 G. Sulon 8, 1:1 Stuart 18, 2:1 Stuart 55, 3:1 S. Wilson 59 2 14.11 1967 1:0 G. McLean 13, 2:0 G. McLean 41, 2:1 Lejeune 52, 3:1 G. McLean 58, 4:1 G. McLean 80                                   |
| Bologna FC – Dinamo Zagrzeb 0:0 i 2:1 1 15.11 1967 2 22.11 1967 1:0 Haller 45, 1:1 Belin 68, 2:1 Pace 88 |
| FK Vojvodina – Lokomotive Lipsk 0:0 i 2:0 1 1.11 1967 2 22.11 1967 1:0 Savić 13, 2:0 Dżordżić 54 |
| Atlético Madryt – Göztepe SK 2:0 i 0:3 1 8.11 1967 1:0 Garate 24, 2:0 Cardona 87 2 22.11 1967 0:1 Halil Gundögon 14k, 0:2 Gürsel Aksel 28, 0:3 Halil Gundögon 90                                                                                   |
| Girondins Bordeaux – Athletic Bilbao 1:3 i 0:1 1 25.10 1967 0:1 Rojo 19, 0:2 A. Arieta 55, 1:2 Abossolo 75, 1:3 Uriarte 79 2 8.11 1967 0:1 Estefano 68                                                                                             |
| Liverpool F.C. – TSV 1860 Monachium 8:0 i 1:2 1 1.11 1967 1:0 St. John 6, 2:0 Hateley 9, 3:0 Smith 43k, 4:0 Hunt 52, 5:0 Thompson 53, 6:0 Hunt 54, 7:0 Callaghan 63, 8:0 Callaghan 70 2 14.11 1967 1:0 Callaghan 5, 1:1 Kohlars 35, 1:2 Kohlars 87 |
| Real Saragossa – Ferencvárosi TC 2:1 i 0:3 1 1.11 1967 1:0 Marcelino 8, 2:0 Marcelino 30, 2:1 Szöke 32 2 16.11 1967 0:1 Novak 48k, 0:2 Varga 70, 0:3 Katona 83                                                                                     |

## 1/8 finału
| Leeds United – Hibernian F.C. 1:0 i 1:1 1 20.12 1967 1:0 E. Gray 4 2 10.01 1968 0:1 Stein 4, 1:1 J. Charlton 87         |
| FC Zürich – Sporting CP 3:0 i 0:1 1 28.02 1968 1:0 Winiger 7, 2:0 Meyer 42, 3:0 Neumann 89 2 13.03 1968 0:1 Carlitos 22 |
| FK Vojvodina – Göztepe SK 1:0 i 1:0 1 21.02 1968 1:0 Savić 47 2 28.02 1968 1:0 Trivić 71                                |
| Ferencvárosi TC – Liverpool F.C. 1:0 i 1:0 1 28.11 1967 1:0 Katona 44 2 9.01 1968 1:0 Branikovits 19                    |
| Wolny los: Rangers F.C., Dundee F.C., Bologna FC, Athletic Bilbao                                                       |

## 1/4 finału
| Rangers F.C. – Leeds United 0:0 i 0:2 1 26.03 1968 2 9.04 1968 0:1 Giles 25k, Lorimer 31                                                                               |
| Dundee F.C. – FC Zürich 1:0 i 1:0 1 27.03 1968 1:0 Easton 80 2 3.04 1968 1:0 S. Wilson 35                                                                              |
| Bologna FC – FK Vojvodina 0:0 i 2:0 1 27.03 1968 2 9.04 1968 1:0 Pace 49, 2:0 Clerici 87                                                                               |
| Ferencvárosi TC – Athletic Bilbao 2:1 i 2:1 1 13.03 1968 1:0 Albert 13, 2:0 Novak 29k, 2:1 Betzuen 58 2 27.03 1968 0:1 Betzuen 68, 1:1 Branikovits 69, 2:1 Fenyvesi 86 |

## 1/2 finału
| Dundee F.C. – Leeds United 1:1 i 0:1 1 1.05 1968 0:1 Madeley 26, 1:1 R. Wilson 36 2 15.05 1968 0:1 E. Gray 81                                                                                                   |
| Ferencvárosi TC – Bologna FC 3:2 i 2:2 1 22.05 1968 0:1 Clerici 1, 0:2 Perani 34, 1:1 Branikovits 37, 2:2 Branikovits 56, 3:2 Varga 80 2 27.05 1968 1:0 Varga 24, 1:1 Perani 43, 1:2 Tentorio 39, 2:2 Havasi 69 |

## Finał
| Leeds United – Ferencvárosi TC 1:0 i 0:0 |
| 7 sierpnia 1968 Leeds Elland Road (25 300) Leeds United – Ferencvárosi TC 1:0 (1:0) Sędzia: Rudolf Scheurer (Szwajcaria) Bramki: 1:0 Mick Jones 41 Leeds United Association Football Club (trener Don Revie): Gary Sprake – Paul Reaney, Terry Cooper, Billy Bremner (kapitan), Jackie Charlton, Norman Hunter, Peter Lorimer, Paul Madeley, Mick Jones (46 Rod Belfitt), Johnny Giles (46 Jimmy Greenhoff), Eddie Gray Ferencvárosi Torna Club (trener József Mészáros): István Géczi – Dezsö Novák (kapitan), Miklós Páncsis, Sándor Havasi, Péter Juhász, Lajos Szűcs, István Szöke, Zoltán Varga, Flórián Albert, Gyula Rákosi, Máté Fenyvesi (46 László Bálint) |
| 11 września 1968 Budapeszt Nepstadion (75 000) Ferencvárosi TC – Leeds United 0:0 Sędzia: Gerhard Schulenburg (Niemcy) Ferencvárosi Torna Club (trener József Mészáros): István Géczi – Dezsö Novák (kapitan), Miklós Páncsis, Sándor Havasi, Péter Juhász, Lajos Szűcs, Gyula Rákosi, István Szöke (46 Karaba), Zoltán Varga, Flórián Albert, Sándor Katona Leeds United Association Football Club (trener Don Revie): Gary Sprake – Paul Reaney, Terry Cooper, Billy Bremner (kapitan), Jackie Charlton, Norman Hunter, Michael O’Grady, Peter Lorimer, Mick Jones, Paul Madeley, Terry Hibbitt (46 Mick Bates)                                                    |

- Piłkarze klubu Ferencváros w europejskich pucharach